# Pic à front jaune
Melanerpes flavifrons
Espèce
Statut de conservation UICN

 LC  : Préoccupation mineure
Le Pic à front jaune (Melanerpes flavifrons) est une espèce d'oiseaux de la famille des Picidae, dont l'aire de répartition s'étend sur le Brésil, le Paraguay et l'Argentine.
C'est une espèce monotypique.